# Primarias municipales de Chile Vamos de 2016
El 19 de junio de 2016 se llevaron a cabo elecciones primarias municipales realizadas por Chile Vamos, de forma simultánea con las primarias municipales de la Nueva Mayoría. A partir de estas primarias se decidieron quiénes serían los candidatos a alcalde en determinadas comunas.

## Antecedentes
Para el caso de las elecciones de alcaldes, en diciembre de 2015 el conglomerado acordó realizar elecciones primarias en al menos 150 comunas. Sin embargo, el 3 de marzo de 2016 el pacto señalaba que dicho número alcanzaría las 100 comunas, y que podría disminuir luego de realizar encuestas para definir la popularidad y preferencias de algunos candidatos. Dicha medida buscaba disminuir el número de comunas, evitar candidaturas artificiales y reducir los gastos de campaña.
El propósito de estas primarias buscaba determinar también si algunos precandidatos a alcalde podrían postular posteriormente como concejal en caso de resultar derrotados. En estos casos, si se presentaban cuatro candidatos, se debía obtener al menos el 20% para que el individuo pudiera revalidar su cupo o presentarse como concejal; 30% si eran tres candidatos; y 40% si eran solamente dos.

### Definiciones de candidaturas y comunas
En abril la coalición determinó varias de las comunas en donde se realizarán primarias, y aquellas en donde se definió un candidato de consenso. Algunas de las comunas denominadas «emblemáticas» por la prensa y los partidos son:
- Santiago: Se definió que se realizará solamente una encuesta para definir al candidato a alcalde, que será entre los actuales concejales Carolina Lavín y Felipe Alessandri.[4]
- Providencia: La coalición no ha definido si realizará encuestas o primarias, así como tampoco ha definido si acepta la precandidatura de Cristián Labbé. Evelyn Matthei (UDI) también ha anunciado su intención de postularse, así como la concejal Pilar Cruz (RN).[4] Finalmente, el 14 de julio se decidió que Evelyn Matthei sería la candidata del pacto en la comuna.[5]
- Huechuraba: Se realizará una primaria entre Carlos Norambuena (UDI) y la exalcaldesa Carolina Plaza.[4]
- Concepción: Se realizará una primaria entre Cristián van Rysselberghe (UDI), Héctor Muñoz (RN), Gonzalo Arroyo (Evópoli) y Juan Antonio Kelly (PRI).[4]

El 20 de abril la coalición inscribió oficialmente sus candidaturas a primarias ante el Servicio Electoral. Las 43 comunas y candidatos quedan desglosadas de la siguiente forma:
| Región             | Comuna          | UDI                       | RN                     | Evópoli               | PRI              | Independientes                                           |
| ------------------ | --------------- | ------------------------- | ---------------------- | --------------------- | ---------------- | -------------------------------------------------------- |
| Arica y Parinacota | Arica           | José Durana               | Juan Carlos Chinga     | Giancarlo Baltolu     | Luz Osorio       |                                                          |
| Tarapacá           | Iquique         | Luz Ebensperger           | Álvaro Jofré           |                       |                  |                                                          |
| Tarapacá           | Pozo Almonte    |                           | Héctor Castañeda       |                       | Guillermo Torres |                                                          |
| Antofagasta        | María Elena     |                           | Jaqueline Godoy        |                       |                  | Omar Norambuena                                          |
| Antofagasta        | Tocopilla       |                           | Segisfredo Hurtado     |                       |                  | Rolyester Mendoza                                        |
| Atacama            | Tierra Amarilla |                           | Magaly Cortés          |                       |                  | Henio Espejo                                             |
| Coquimbo           | La Serena       |                           |                        | Jocelyn Lizana        |                  | Yuri Olivares                                            |
| Coquimbo           | Vicuña          |                           | Cristián Pinto         |                       |                  | Fernando Guaman Mario Aros                               |
| Coquimbo           | Monte Patria    | Ivon Guerra               | José Américo Manzano   |                       |                  |                                                          |
| Valparaíso         | Puchuncaví      | Ana Villarroel            | Marcos Morales         |                       |                  | Juan Pablo Varas                                         |
| Valparaíso         | Zapallar        |                           |                        |                       |                  | Gustavo Alessandri José Miguel Torrico Mario Livingstone |
| Valparaíso         | Concón          | Luis Rivera               | Enrique Gastó          |                       |                  |                                                          |
| Metropolitana      | Macul           | Andrés Ugarte Aldo Duque  |                        |                       |                  |                                                          |
| Metropolitana      | Lo Espejo       | Gabriel Orellana          |                        |                       |                  | Ulises Urzúa                                             |
| Metropolitana      | San Miguel      | Eduardo Ramírez           | Luis Sanhueza          |                       |                  |                                                          |
| Metropolitana      | Buin            | Miguel Araya              | Sebastián Orrego       |                       |                  |                                                          |
| Metropolitana      | Calera de Tango |                           | Alejandra Novoa        |                       |                  | Gabriel Irarrázaval                                      |
| Metropolitana      | El Monte        | John General              |                        |                       |                  | Mario Varela                                             |
| Metropolitana      | Melipilla       | Javier Ramírez            | Iván Campos            |                       |                  |                                                          |
| O'Higgins          | San Fernando    |                           | Pablo Silva            |                       |                  | Sonia Pavez                                              |
| O'Higgins          | San Vicente     | Virginia Troncoso         | Edinson Toro           |                       |                  |                                                          |
| Biobío             | Bulnes          |                           | Ricardo Soto           |                       |                  | Carlo Crino                                              |
| Biobío             | Cabrero         |                           | Óscar Órdenes          |                       |                  | Mauricio Rodríguez                                       |
| Biobío             | Concepción      | Cristian van Rysselberghe | Héctor Muñoz           |                       |                  | Gonzalo Arroyo Juan Antonio Kelly                        |
| Biobío             | Florida         | Juan Vergara              | Marcelo Montero        |                       |                  |                                                          |
| Biobío             | Tomé            | José Fuentealba           | Mario Inzunza          |                       |                  |                                                          |
| Biobío             | Contulmo        | Mauricio Lebrecht         |                        |                       |                  | Aldryn Rojas                                             |
| Biobío             | Tirúa           |                           | Juan Carlos Montecinos |                       |                  | Jorge Lincopi                                            |
| Biobío             | Los Ángeles     | Eduardo Borgoño           | Jaime Veloso           | Bruno Vyhmeister      |                  | Joel Rosales                                             |
| Araucanía          | Purén           | Valentín Caamaño          | René Pedraza           |                       |                  |                                                          |
| Araucanía          | Renaico         |                           | Claudio Musre          |                       |                  | Elcira Morales                                           |
| Araucanía          | Lautaro         | Marcelo Jano              |                        |                       |                  | Juan Luis Salinas                                        |
| Araucanía          | Melipeuco       | Eduardo Navarrete         | Héctor Carrasco        |                       |                  |                                                          |
| Araucanía          | Vilcún          |                           | Patricio Sáenz         | María Angélica Barría |                  | Maritza Bastías                                          |
| Araucanía          | Carahue         | Alejandro Sáez            |                        |                       |                  | Mario Peña                                               |
| Araucanía          | Cholchol        | Bernardita Viscarra       |                        | Manuel Levio          |                  | Erick Véjar                                              |
| Araucanía          | Pitrufquén      | José Lizama               | Anselmo Rapiman        |                       |                  |                                                          |
| Araucanía          | Saavedra        |                           | Rodrigo Ortiz          |                       |                  | José Ruiz                                                |
| Araucanía          | Teodoro Schmidt | Mauricio Holzapfel        |                        |                       |                  | René Fernández                                           |
| Araucanía          | Cunco           | Cristian Moraga           | Patricio Oakley        |                       |                  | Víctor Garrido                                           |
| Araucanía          | Curarrehue      |                           | Sonia Sabugal          |                       |                  | Patricia Mena                                            |
| Los Ríos           | La Unión        |                           |                        |                       |                  | René Tribiño Aldo Pinuer                                 |
| Los Lagos          | Futaleufú       | Adelio Vallejos Espinoza  | Jorge Fuentealba       |                       |                  | Alejandra Torres Vásquez                                 |

## Resultados

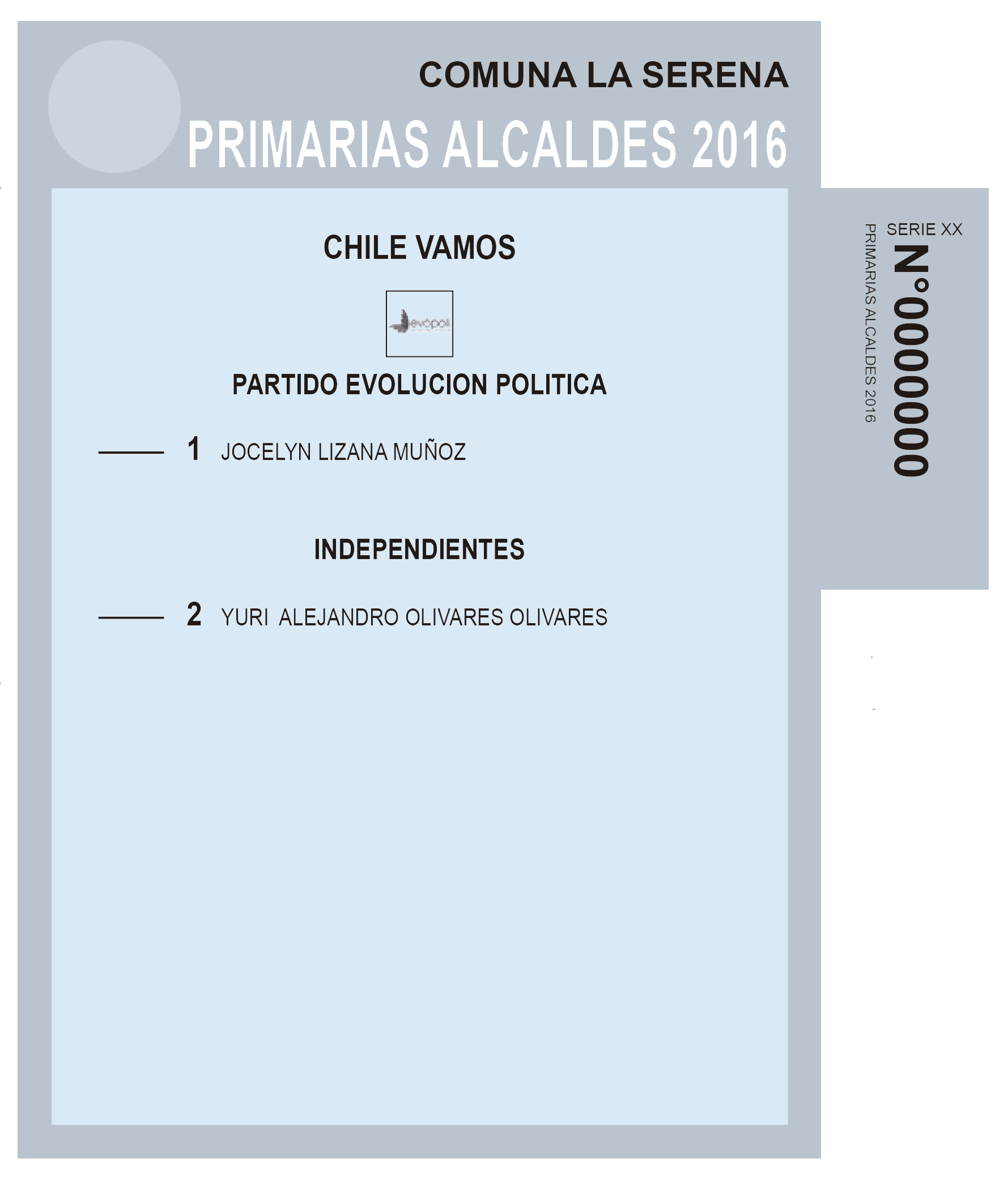
Papeleta de votación utilizada en las primarias de Chile Vamos en La Serena.

| Partido                    | Partido                            | Votos  | %      | Candidatos | Nominados |
| -------------------------- | ---------------------------------- | ------ | ------ | ---------- | --------- |
|                            | Unión Demócrata Independiente      | 37 351 | 43,16% | 27         | 20        |
|                            | Renovación Nacional                | 26 633 | 30,78% | 32         | 15        |
|                            | Independientes                     | 18 993 | 21,95% | 33         | 8         |
|                            | Evolución Política                 | 3127   | 3,61%  | 5          | 0         |
|                            | Partido Regionalista Independiente | 433    | 0,50%  | 2          | 0         |
| Votos válidamente emitidos | Votos válidamente emitidos         | 86 537 | 100%   | 99         | 43        |